# Based on a True Story
Based on a True Story es una serie de televisión de suspenso y comedia negra estadounidense creada por Craig Rosenberg, protagonizada por Kaley Cuoco y Chris Messina. La serie se estrenó a través de Peacock el 8 de junio de 2023. En octubre de 2023, la serie fue renovada para una segunda temporada que se estrenará el 21 de noviembre de 2024.

## Reparto

### Principales
- Kaley Cuoco como Ava Bartlett, una agente inmobiliaria embarazada y apasionada por los crímenes reales.
- Chris Messina como Nathan Bartlett, el esposo de Ava y entrenador de tenis en el Beverly Club, que solía ser un famoso jugador de tenis antes de una lesión de rodilla que puso fin a su carrera.
- Tom Bateman como Matt Pierce, un fontanero que se hace amigo de Nathan
- Priscilla Quintana como Ruby Gale, la amiga adinerada de Ava
- Liana Liberato como Tory Thompson, la hermana menor de Ava que vive con ella y Nathan.
- Natalia Dyer como Chloe Lake, una camarera que llama la atención de Matt y Nathan en un bar una noche.
- Melissa Fumero como Drew (temporada 2), una nueva amiga mamá que le sirve de distracción a Ava del caso.[6]

### Recurrentes
- Li Jun Li como Michelle, colega de Nathan en el club de campo.
- Annabelle Dexter-Jones como Serena, una de las mejores amigas de Ava.
- Aisha Alfa como Carolyn, otra de las mejores amigas de Ava.
- Alex Alomar Akpobome como Ryan, un cliente de Ava que busca comprar una mansión.
- June Diane Raphael como la hermana No. 1 de Lipinski.
- Brandon Keener como Paul, el marido de Serena.
- Miles Mussenden como el detective Quincy Burrell
- Sebastian Quinn como Carlos, el amante de Ruby.

### Invitados
- Pierson Fodé como Jamie
- Jessica St. Clair como la hermana No. 2 de Lipinski.
- Aaron Staton como Simon, el marido de Ruby.
- Timm Sharp como Richard, el marido de Carolyn.
- Yvonne Senat Jones como la detective Jessie Peterson.
- Lizze Broadway como Dahlia Stone
- Ever Carradine como Melissa Lake, la madre de Chloe.
- Claire Holt como guionista de televisión
- George Sear como Jacob, la cita de Tory en Bumble

## Episodios
| Temporada | Temporada | Episodios | Episodios | Lanzamiento original    | Lanzamiento original    |
| --------- | --------- | --------- | --------- | ----------------------- | ----------------------- |
|           | 1         | 8         | 8         | 8 de junio de 2023      | 8 de junio de 2023      |
|           | 2         | 8         | 8         | 21 de noviembre de 2024 | 21 de noviembre de 2024 |

### Primera temporada (2023)
| N.º en serie | N.º en temp. | Título                        | Dirigido por        | Escrito por     | Fecha de lanzamiento original |
| ------------ | ------------ | ----------------------------- | ------------------- | --------------- | ----------------------------- |
| 1            | 1            | «The Great American Art Form» | Alex Buono          | Craig Rosenberg | 8 de junio de 2024            |
| 2            | 2            | «BDE»                         | Anu Valia           | Craig Rosenberg | 8 de junio de 2024            |
| 3            | 3            | «Who's Next»                  | Anu Valia           | Craig Rosenberg | 8 de junio de 2024            |
| 4            | 4            | «The Survivor»                | Jennifer Arnold     | Craig Rosenberg | 8 de junio de 2024            |
| 5            | 5            | «Ted Bundy Bottle Opener»     | Jennifer Arnold     | Craig Rosenberg | 8 de junio de 2024            |
| 6            | 6            | «Love You, Buzzfeed»          | Francesca Gregorini | Craig Rosenberg | 8 de junio de 2024            |
| 7            | 7            | «National Geographic»         | Francesca Gregorini | Craig Rosenberg | 8 de junio de 2024            |
| 8            | 8            | «The Universe»                | Alex Buono          | Craig Rosenberg | 8 de junio de 2024            |

### Segunda temporada (2024)
| N.º en serie | N.º en temp. | Título                  | Dirigido por   | Escrito por              | Fecha de lanzamiento original |
| ------------ | ------------ | ----------------------- | -------------- | ------------------------ | ----------------------------- |
| 9            | 1            | «Liquid Gold»           | Alex Buono     | Annie Weisman            | 21 de noviembre de 2024       |
| 10           | 2            | «Control F for Murder»  | Alex Buono     | Jaclyn Moore             | 21 de noviembre de 2024       |
| 11           | 3            | «Relapse»               | Anu Valia      | Sono Patel               | 21 de noviembre de 2024       |
| 12           | 4            | «Y'all Ready for This?» | Anu Valia      | Max Searle               | 21 de noviembre de 2024       |
| 13           | 5            | «Double Fault»          | Jenée LaMarque | Spindrift Beck           | 21 de noviembre de 2024       |
| 14           | 6            | «Based on a Drew Story» | Jenée LaMarque | Amelia Swedeen           | 21 de noviembre de 2024       |
| 15           | 7            | «Shotgun Wedding»       | Alex Buono     | Max Searle y Debbie Ezer | 21 de noviembre de 2024       |
| 16           | 8            | «This Week's Guest»     | Alex Buono     | Max Searle y Debbie Ezer | 21 de noviembre de 2024       |

## Producción
En abril de 2022, se anunció que Peacock había dado un pedido directo a una serie de comedia de suspenso creada por Craig Rosenberg y Jason Bateman. En agosto, se anunció que Kaley Cuoco se había unido al reparto principal como la agente inmobiliaria, Ava Bartlett. En octubre, se anunció que Chris Messina había sido elegido para interpretar a Nathan, el esposo de Ava, y el mes siguiente se anunció que se incorporarían al reparto Tom Bateman, Liana Liberato, Priscilla Quintana, Natalia Dyer y Li Jun Li. En octubre de 2023, Peacock renovó la serie para una segunda temporada. En marzo de 2024, Rosenberg fue reemplazado por Annie Weisman como showrunner para la segunda temporada, ya que todavía permanece como productor ejecutivo, pero quería dedicarse a otros proyectos.
La serie está producida por Jason Bateman y Michael Costigan a través de Aggregate Films y Craig Rosenberg. Roxie Rodríguez es coproductora ejecutiva de Aggregate Films. Las empresas productoras de la serie incluyen Aggregate Films y Universal Content Productions.

## Lanzamiento
Los ocho episodios de la primera temporada se lanzaron a través de Peacock el 8 de junio de 2023. La segunda temporada de ocho episodios está programada para estrenarse el 21 de noviembre de 2024.

## Recepción
En el sitio web agregador de reseñas Rotten Tomatoes la primera temporada tiene un índice de aprobación del 76%  basándose en 49 reseñas, con una calificación promedio de 6.7/10. El consenso de los críticos dice: «Los entusiastas de los crímenes reales han sido satirizados de manera más aguda, pero los protagonistas atractivos y un toque ligeramente humorístico hacen que valga la pena investigar Based on a True Story». En Metacritic, tiene una puntuación media ponderada de 59 sobre 100 basada en 24 críticas, lo que indica reseñas «mixtas o promedio».
La segunda temporada tiene un índice de aprobación del 100% en Rotten Tomatoes, basándose en 5 reseñas, con una calificación promedio de 7.8/10.